# Meat Loaf

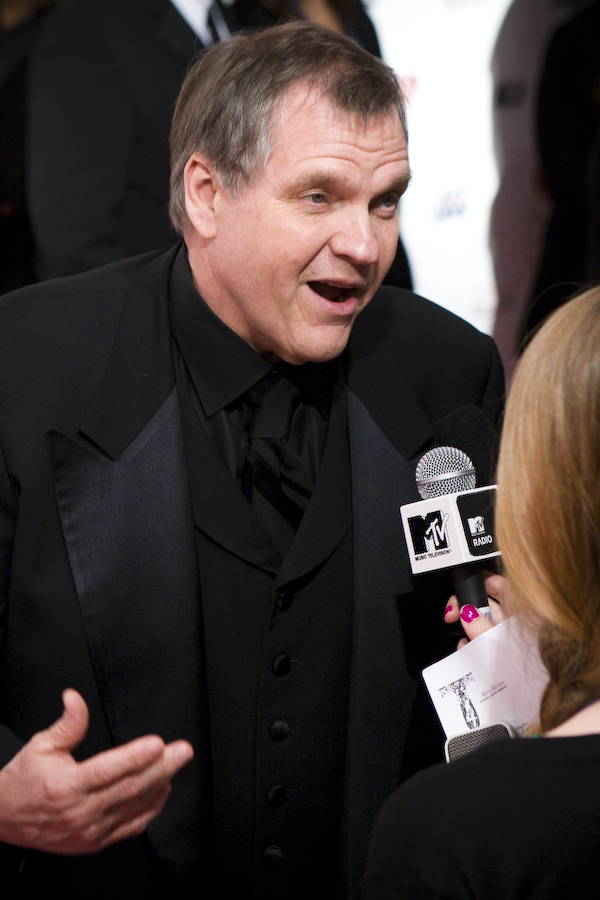
Meat Loaf (2009)

Meat Loaf (englisch für Hackbraten; * 27. September 1947 als Marvin Lee Aday in Dallas, Texas, ab 1983 Michael Lee Aday; † 20. Januar 2022 in Nashville, Tennessee) war ein US-amerikanischer Rocksänger und Schauspieler. Er war für seine kraftvollen und theatralischen Konzertauftritte bekannt.
Von seiner Alben-Trilogie Bat Out of Hell (1977), Bat Out of Hell II: Back into Hell (1993) und Bat Out of Hell III: The Monster Is Loose (2006) wurden mehr als 100 Millionen Platten verkauft. Für den Song I’d Do Anything for Love (But I Won’t Do That) aus dem Jahr 1993 wurde er mit einem Grammy ausgezeichnet. Während seiner rund 55 Jahre dauernden Karriere spielte er auch in über 65 Filmen mit, darunter die Rolle des Eddie in The Rocky Horror Picture Show (1975) und Robert Paulsen in Fight Club (1999).

## Herkunft, Leben und Familie

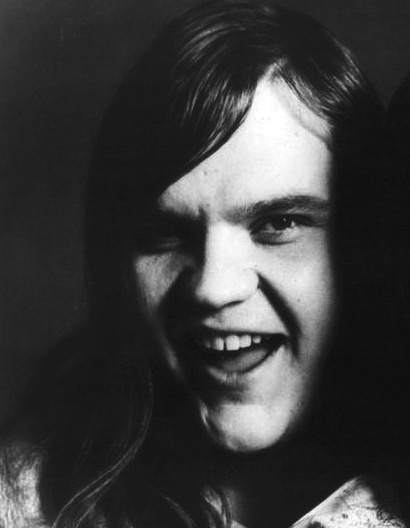
Meat Loaf (1971)

Marvin Lee Aday wurde 1947 in Dallas als Sohn eines Polizisten und einer Lehrerin geboren. Seine Mutter sang in einem örtlichen Gospel-Quartett namens Vodiodo. Er selbst hörte die Songs von Bob Dylan, den Rolling Stones, dem Kingston Trio und Mahalia Jackson. Zu seinem alkoholkranken und gewalttätigen Vater hatte er ein problematisches Verhältnis. Trotzdem widmete er das 1977 erschienene Album Bat Out of Hell gleichermaßen seinem Vater wie seiner Mutter.
Bereits in jungen Jahren litt Aday an Übergewicht. So nannte ihn im Alter von zwei Jahren sein Vater „Meat“. Als er mit 13 Jahren seinem Football-Trainer auf den Fuß trat, soll dieser ihn als „Meat Loaf“ bezeichnet haben. Wie er zu diesem Spottnamen kam, wird auch in dem Lied Tear Me Down auf Couldn’t Have Said It Better erwähnt.
Seinen bürgerlichen Vornamen Marvin änderte er 1983 in Michael. Gründe dafür waren nach eigenen Aussagen, dass ihn der ursprüngliche Name an den Spott in seiner Jugend wegen seines Übergewichts erinnere sowie ein Radiospot für eine bekannte Jeansmarke, in dem der Satz gefallen sei: „Der arme fette Marvin kann keine Levi’s tragen.“
Am 23. Februar 1979 heiratete er Leslie G. Edmonds, die er drei Wochen zuvor in einem Aufnahmestudio kennengelernt hatte. 1981 wurde die gemeinsame Tochter Amanda Aday geboren. Außerdem brachte seine Frau ihre Tochter Pearl (* 1975) mit in die Ehe, die er adoptierte. Während Pearl Aday Musikerin wurde, schlug Amanda Aday eine Laufbahn als Film- und Fernsehschauspielerin ein. Die Ehe ihrer Eltern wurde 2001 geschieden.
Ab 2007 war Meat Loaf in zweiter Ehe mit Deborah Gillespie verheiratet. Mit ihr lebte er zunächst im kalifornischen Calabasas und ab 2012 im texanischen Austin. Er starb im Januar 2022 im Alter von 74 Jahren in einem Krankenhaus in Nashville.

## Karriere als Musiker
1967 zog er nach Los Angeles, wo er diverse Rockbands gründete, die teilweise in den Vorprogrammen von The Who, Joe Cocker und Iggy Pop spielten. Nebenbei arbeitete er als Parkplatzwächter. Nach einem erfolgreichen Vorsingen zum Musical Hair bekam er eine Rolle in dem Stück. Daraufhin wurde das Musiklabel Motown auf ihn aufmerksam, wo man ihm ein Duett mit Stoney vorschlug. So entstand 1971 das Album Stoney and Meat Loaf. Um das Album zu vermarkten, gingen sie mit Jake Wade and the Soul Searchers auf Tour und waren Vorgruppe für Richie Havens, Bob Seger, Alice Cooper und Rare Earth.
Nach der Tour trat Meat Loaf wieder in Hair auf, dieses Mal am Broadway. Nachdem er einen Agenten verpflichtet hatte, sang er für das Musical More Than You Deserve vor. Während des Castings lernte er den Musical- und Songwriter Jim Steinman (1947–2021) kennen, dessen Kompositionsstil laut Steinman Gospel, Rock ’n’ Roll und Soul mit Richard Wagner verband. Das Titellied fand sich später auf dem Album Dead Ringer wieder. 1973 erhielt Meat Loaf das Angebot, in der amerikanischen Adaption des Musicals The Rocky Horror Show mitzuwirken. Er nahm das Angebot an und verkörperte im Folgejahr die Rolle des Eddie in den Aufführungen im Club The Roxy in West Hollywood. Die Rolle des Eddie verkörperte Meat Loaf auch in dem Film The Rocky Horror Picture Show von 1975.
Ungefähr zur selben Zeit arbeiteten Meat Loaf und Jim Steinman an Bat Out of Hell. Ursprünglich war es als Musical mit dem Titel Neverland geplant, das die klassische Peter-Pan-Geschichte in die Rockerszene versetzen sollte. Die Idee rückte aber nach und nach in den Hintergrund, und so konzentrierten sich die beiden auf einen Plattenvertrag. Nach langer Suche und vielen Ablehnungen entschied sich Cleveland International Records, der Platte eine Chance zu geben. Bat Out of Hell wurde am 21. Oktober 1977 veröffentlicht. Es steht auf Platz 5 der Liste der weltweit meistverkauften Musikalben, wobei der Verkauf erst 1978 richtig ansprang. Bis AC/DC 1980 Back in Black herausbrachte, war es das meistverkaufte Rockalbum  und in Australien das bestverkaufte überhaupt. Mit 41 Millionen Exemplaren war es 88 Wochen in den US-Charts und 395 Wochen sowie 16 Wochen in den Top Ten der UK-Charts vertreten und trägt seither den Guinness-Weltrekord als „The Longest Charting Record“. Inzwischen gehört es zu den zehn meistverkauften Alben aller Zeiten. Während der Vorbereitung von Bat Out of Hell übernahm Meat Loaf 1976 den Leadgesang in einigen Stücken auf dem Ted-Nugent-Album Free for All.
Nach einer mehrjährigen Welttournee bekam Meat Loaf Anfang der 1980er Jahre durch den Erfolgsdruck und eine anstrengende Tour eine schwere Stimmerkrankung, so dass er das Album Renegade Angel nicht wie geplant einsingen konnte. Jim Steinman sang das Album unter dem Titel Bad for Good 1981 schließlich selbst, da er Meat Loafs Genesung nicht abwarten wollte. Als Meat Loafs Stimme wiederhergestellt war, überließ ihm Steinman einige Songs, die von Bad for Good übriggeblieben waren, für das Nachfolgealbum Dead Ringer (1981), das in England auf Platz 1 kam. Das Titellied Dead Ringer for Love, ein Duett mit Cher, erreichte Platz 5 in England und hielt sich 19 Wochen in den Charts. Zwei weitere Singles wurden ebenfalls ausgekoppelt: I’m Gonna Love Her For Both of Us und Read ’Em and Weep.
Es kam zum Bruch der Partnerschaft mit Jim Steinman und zum Streit mit Meat Loafs Manager. Aufgrund der vertraglichen Verpflichtung, ein weiteres Album zu veröffentlichen, erschien 1983 das Rockalbum Midnight at the Lost And Found, das jedoch ein kommerzieller Misserfolg war. Das 1984er Album Bad Attitude war ein gescheiterter Versuch, Meat Loaf vor der Pleite zu bewahren. Lediglich die Singleauskoppelung Modern Girl war ein kleiner Hit. Das Album enthielt zwei alte Lieder von Jim Steinman. Die Plattenfirma und das Management kündigten die Zusammenarbeit, was bei Meat Loaf zu einem Nervenzusammenbruch führte und in Alkoholabhängigkeit endete. Nach einer erfolgreichen Entziehungskur erschien 1986 das Album Blind Before I Stop, mit Frank Farian als Produzenten, das jedoch wegen eines unglücklichen Arrangements ebenfalls floppte. Meat Loaf: „Frank hat einige komische Sachen mit den Liedern gemacht.“ Trotzdem sang Meat Loaf das Titelstück hin und wieder bei Live-Konzerten.
Erst 1987, im Rahmen erster Ideen für Bat Out of Hell II: Back into Hell, versöhnten sich Meat Loaf und Jim Steinman. Trotzdem war das Verhältnis zwischen den beiden während der Arbeiten gespannt, da Jim Steinman kreative Probleme hatte und sich die Veröffentlichung immer wieder verzögerte. Schließlich griff er auf einige „Konserven“ zurück, was dem Erfolg jedoch keinen Abbruch tat. Mit der Veröffentlichung von Bat Out of Hell II (Back into Hell) feierte Meat Loaf 1993 ein Comeback und wurde für das Lied I’d Do Anything for Love (But I Won’t Do That) mit einem Grammy ausgezeichnet. Drei Jahre später brachte er das Album Welcome to the Neighbourhood mit der Single I’d Lie for You (And that’s the Truth) heraus. Da Steinman nicht genügend Stücke liefern konnte, zog Meat Loaf für dieses Album weitere Songwriter heran, vor allem Diane Warren, von der auch der Hauptsong stammt. Danach gönnte er sich bis zum Erscheinen von Couldn’t Have Said It Better (2003) eine musikalische Pause, um sich intensiver der Schauspielerei, seinem zweiten Standbein, zu widmen. Gleichwohl brachte er 1999 VH1 Storytellers heraus, einen Live-Mitschnitt, bei dem er interaktiv mit dem Publikum Hintergründe und Anekdoten zu seinen Liedern erzählte und diese dann sang.
Während der Tour zum Album brach Meat Loaf im Dezember 2003 in der Wembley Arena zusammen. Vier Tage später unterzog er sich einer zweistündigen Herzoperation, nachdem bei ihm das Wolff-Parkinson-White-Syndrom diagnostiziert worden war. Es folgte Meat Loaf – Live with the Melbourne Symphony Orchestra (2004), für das er seine größten Hits zusammen mit dem Melbourne Symphony Orchestra in philharmonischer Orchestrierung live aufnahm. Auf dem Kommentarteil der DVD zu Bat Out of Hell live with the Melbourne Symphony Orchestra versprach er, dass diese Musiker wieder auf der Bühne stehen würden, wenn Bat III erscheinen werde. Eine Welttournee würde es jedoch nicht mehr geben.

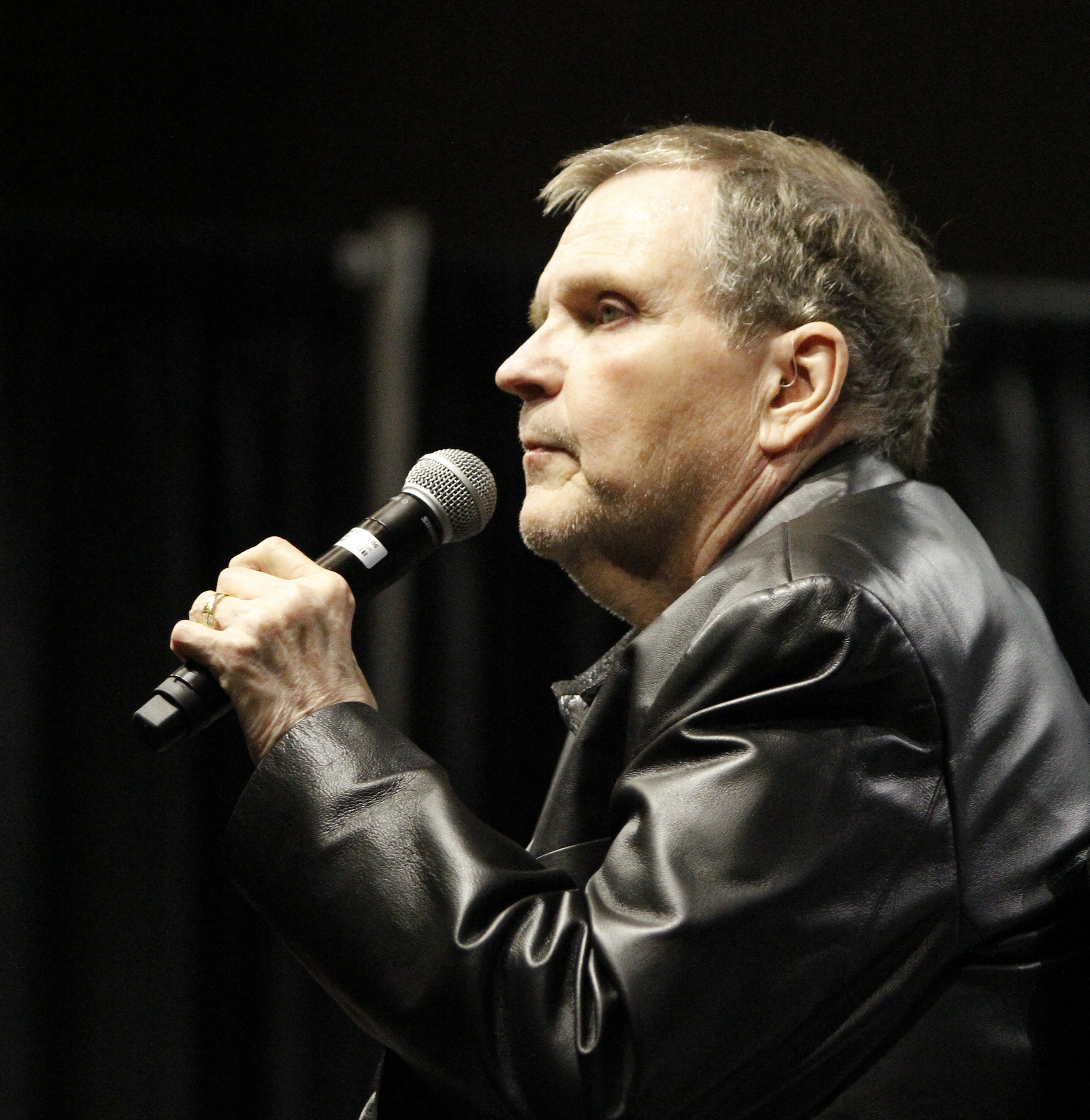
Meat Loaf (2019)

Im Oktober 2006 erschien Bat Out of Hell III: The Monster Is Loose. Im Gegensatz zu den beiden ersten Bat-Alben war diesmal Komponist Steinman nur am Rande involviert. Die Hälfte der Songs stammte von Meat Loaf selbst; arrangiert und produziert wurden sie allerdings von Desmond Child.
Gäste auf dem Album (entweder als Songwriter oder als Gastmusiker) sind unter anderem Nikki Sixx von Mötley Crüe, John 5 (ehemals mit Marilyn Manson), Brian May und Steve Vai. Die erste Singleauskopplung war der Titel It’s All Coming Back to Me Now, ein von Steinman geschriebenes Lied, das dieser bereits mehrfach aufgenommen hatte, am erfolgreichsten in der Version von Céline Dion. Als Duettpartnerin wurde Marion Raven engagiert. Im Juni und Oktober 2007 war Meat Loaf wieder in Deutschland auf Tour. Ende Oktober 2007 brach er ein Konzert in Newcastle upon Tyne ab und erklärte, er werde vielleicht nie wieder auftreten.
Im April 2010 erschien das Studioalbum Hang Cool Teddy Bear. Die erste Singleauskopplung war der Titel Los Angeloser. Im Dezember 2011 folgte das Studioalbum Hell in a Handbasket. Im US-Präsidentschaftswahlkampf 2012 sprach sich Meat Loaf für den republikanischen Kandidaten Mitt Romney aus und sang gemeinsam mit Randy Owens und Big & Rich bei einer Wahlkampfveranstaltung.
Im Dezember 2012 kündigte er an, dass die im Jahr 2013 absolvierte Last at Bat Farewell Tour seine große Abschiedstournee darstelle und er nicht vorhabe, danach noch live aufzutreten. Die Tour begann er mit einem Konzert in Newcastle mit reduzierten Ticketpreisen, um seinen Konzertabbruch im Jahr 2007 zu kompensieren. Neben seiner Herzoperation erhielt er auch ein künstliches Kniegelenk.
Das Album Braver Than We Are erschien 2016. Sämtliche Songs des Albums stammen wieder von Jim Steinman. Seinen letzten öffentlichen Auftritt absolvierte Meat Loaf im März 2021 in einem Lokal in Nashville.

## Musikstil und Erscheinung

### Musik
Der Komponist und Wagner-Liebhaber Jim Steinman konzipierte den typischen theatralisch-bombastischen Meat-Loaf-Stil als Mischung aus dem Rock ’n’ Roll der 1950er und Artrock, einer Spielart des Progressive Rock der 1970er. Häufig werden auch wegen des starken Richard-Wagner-Bezugs die Begriffe „Rock Opera“ oder „Wagnerian Rock“ („Wagner-Rock“) gebraucht.
Vom Rock ’n’ Roll kommen das meist sehr rasche Tempo der Lieder sowie die Hinzunahme eines Klaviers zu der ansonsten im Hard Rock gebräuchlichen Zusammenstellung von ein oder zwei solistischen E-Gitarren, E-Bass und Schlagzeug. Das Klavier spielt meist das harmonische Gerüst.
Vom Artrock kommen die Anlehnungen an die Klassik, so die Länge der Stücke, die zwischen fünf und 15 Minuten liegt, die Verwendung von Leitmotiven, die ständigen Tempo-, Dynamik- und Instrumentationswechsel (es gibt Stellen, in denen nur Klavier und Sänger zu hören sind, wohl in Anlehnung an das Kunstlied oder die Technik des Rezitativs aus der romantischen Oper) und vor allem die Texte, die häufig sehr dramatisch sind. Ein Beispiel dafür ist der Solo-Track Heaven Can Wait, mit dem Meat Loaf einen Grammy gewann.

### Texte
Bei Bat Out of Hell handelt es sich um eine Art „Rockmärchen“, in dem sich ein Mann am Morgen von seiner Geliebten verabschiedet (ähnlich dem Tagelied) und dann auf der Fahrt verunglückt. In romantischer Weise überlebt aber sein Herz und fliegt davon.
Auch I’d Do Anything for Love wirkt in seinen Ausführungen melodramatisch. Mit dem ganzen Universum und sogar dem Jüngsten Gericht erklärt der Protagonist der Geliebten seine Liebe, die in der Coda das Lied zu einem Duett werden lässt.

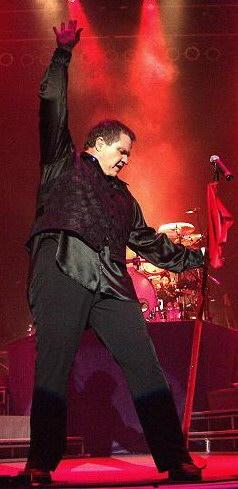
Meat Loaf (2004)

### Auftreten
Passend dazu trat Meat Loaf anfangs in schwarzem, später rotem Frack und Rüschenhemd auf, als Zeichen für „Hohe Kunst“ und „Klassizität“. Auch bei seinen späten Konzerten konnte es vorkommen, dass Kronleuchter über der Bühne hingen (z. B. bei Bat Out of Hell Live). Das stand im Gegensatz zum Klischee des Rockers in schwarzem Lederdress vor martialischer Kulisse.
Als Markenzeichen bei Livekonzerten galt das rote (bzw. zeitweise weiße und bei traurigen Liedern schwarze) Seidentuch, das Meat Loaf bis zu seinem Tod benutzte. Einer Anekdote zufolge soll seine Freundin und spätere Frau ihm während eines Auftritts in einer New Yorker Spelunke vor seinem Durchbruch ein rotes Frotteetuch auf die Bühne gereicht haben, damit er sich den Schweiß abwischen konnte. Er habe das aber nicht verstanden und das Tuch in seine Performance eingebaut. Das habe ihm so gut gefallen, dass er dabei geblieben sei und lediglich zu edleren Stoffen gewechselt habe.
Laut einer anderen Anekdote, die zu erklären versucht, warum dieses Tuch auf dem Cover zu Bat und in dem Videoclip wie ein Band aussieht, habe Meat Loaf beim Fotoshooting für die Rückseite des Plattencovers von Bat Out of Hell ein rotes Stirnband mit Knoten tragen sollen. Das sei ihm jedoch zu lästig gewesen, so dass er es in die Hand nahm. Auch beim Videodreh habe er darauf bestanden, es in der Hand zu behalten. Aus optischen Gründen sei er dann jedoch auf ein Tuch umgestiegen.

## Kritiken
Die Newsweek bezeichnete Meat Loaf als „postpubertären Heldentenor“. Er hatte mit 30 Jahren eine mehrere Oktaven umfassende Stimme, die ihm den Namen „The Voice“ einbrachte.
Die britische Pop-Journalistin Julie Burchill sah ihn als „das Endprodukt aus 200 Jahren McDonald’s“ in Anspielung auf sein Übergewicht, das „einem sämtliche Rock-Klischees wie einen Chloroform-Wattebausch ins Gesicht [drückt], bis man sich übergeben möchte.“
Die Zeitschrift Rolling Stone hörte aus dem als musikalisch und verbal überfrachtet bezeichneten Debütalbum Bat Out Of Hell, wo „Motorräder in ölgeschwängerter Ekstase kopulieren“, eine „halbwüchsige Libido“ heraus, die „seine lüsternen Motoren aufheulen lässt, ein Libretto, das mit Clearasil auf den Badezimmerspiegel geschrieben wurde“.
Er singe sich „durch alle Emotionen, von King Kong über den einsamen Liebhaber bis zum fuchsteufelswilden Rachekünstler“, so die New York Times. Der Pomp seiner Live-Konzerte würde ausreichen, so Kritiker David Sinclair in Anspielung auf seinen Künstlernamen, „jeden Konzertbesucher zum Vegetarier zu machen.“
Der deutsche Musikkritiker Andreas Borcholte nannte ihn in seinem Nachruf „Hochemotional, stimmgewaltig, ein heiß brodelnder Menschenvulkan, der jederzeit ausbrechen konnte, sei der Anlass auch noch so nichtig […] ein übergewichtiger Klops, der nach außen unbehauen wirkte, in Wahrheit aber innerlich ganz zart und verletzlich war.“
Der deutsche Kolumnist Jens Balzer urteilte rückblickend: „Er war übertrieben, überlebensgroß und hätte statt Hardrock auch Wagner singen können: Meat Loaf passte nie in seine Zeit, weil er ihr stets voraus war. […] Meat Loaf sang mühelos über vier Oktaven hinweg und mit der größten Sicherheit in der Stimme. Doch wirkte er dabei zugleich wie seine eigene Karikatur, weil alles so übertrieben, überlebensgroß und over the top war, dass man nicht wusste, ob man weinen oder lachen, Glück oder Entsetzen empfinden sollte.“

## Diskografie
Studioalben

| Jahr | Titel                                     | Höchstplatzierung, Gesamtwochen, AuszeichnungChartplatzierungen (Jahr, Titel, Platzierungen, Wochen, Auszeichnungen, Anmerkungen) | Höchstplatzierung, Gesamtwochen, AuszeichnungChartplatzierungen (Jahr, Titel, Platzierungen, Wochen, Auszeichnungen, Anmerkungen) | Höchstplatzierung, Gesamtwochen, AuszeichnungChartplatzierungen (Jahr, Titel, Platzierungen, Wochen, Auszeichnungen, Anmerkungen) | Höchstplatzierung, Gesamtwochen, AuszeichnungChartplatzierungen (Jahr, Titel, Platzierungen, Wochen, Auszeichnungen, Anmerkungen) | Höchstplatzierung, Gesamtwochen, AuszeichnungChartplatzierungen (Jahr, Titel, Platzierungen, Wochen, Auszeichnungen, Anmerkungen) | Anmerkungen                                                    |
| Jahr | Titel                                     | DE | AT | CH | UK | US | Anmerkungen                                                    |
| ---- | ----------------------------------------- | --- | --- | --- | --- | --- | -------------------------------------------------------------- |
| 1971 | Stoney & Meatloaf                         | — | — | — | — | — | Erstveröffentlichung: Oktober 1971 mit Shaun Murphy            |
| 1977 | Bat Out of Hell                           | DE11 Platin · (67 Wo.)DE | AT30 a (1 Wo.)AT | CH9 a (3 Wo.)CH | UK3 ×12Zwölffachplatin · (530 Wo.)UK                                                                                              | US13 ×4Diamant + Vierfachplatin · (83 Wo.)US                                                                                      | Erstveröffentlichung: 21. Oktober 1977 Verkäufe: + 43.000.000  |
| 1981 | Dead Ringer                               | DE8 (31 Wo.)DE | — | — | UK1 Platin · (46 Wo.)UK | US45 (11 Wo.)US | Erstveröffentlichung: 4. September 1981 Verkäufe: + 395.000    |
| 1983 | Midnight at the Lost and Found            | DE26 (9 Wo.)DE | — | — | UK7 Gold · (23 Wo.)UK | — | Erstveröffentlichung: 25. April 1983 Verkäufe: + 100.000       |
| 1984 | Bad Attitude                              | DE24 (18 Wo.)DE | — | — | UK8 Gold · (16 Wo.)UK | US74 (10 Wo.)US | Erstveröffentlichung: 29. Oktober 1984 Verkäufe: + 100.000     |
| 1986 | Blind Before I Stop                       | DE51 (5 Wo.)DE | — | CH21 (3 Wo.)CH | UK28 Silber · (6 Wo.)UK | — | Erstveröffentlichung: 29. September 1986 Verkäufe: + 60.000    |
| 1993 | Bat Out of Hell II: Back into Hell        | DE1 ×2Doppelplatin · (50 Wo.)DE                                                                                                   | AT1 Platin · (31 Wo.)AT | CH1 Platin · (38 Wo.)CH | UK1 ×6Sechsfachplatin · (68 Wo.)UK                                                                                                | US1 ×5Fünffachplatin · (56 Wo.)US                                                                                                 | Erstveröffentlichung: 14. September 1993 Verkäufe: + 9.390.000 |
| 1995 | Welcome to the Neighbourhood              | DE10 Gold · (22 Wo.)DE | AT44 (1 Wo.)AT | CH10 (13 Wo.)CH | UK3 Platin · (28 Wo.)UK | US17 Platin · (14 Wo.)US | Erstveröffentlichung: 14. November 1995 Verkäufe: + 2.142.500  |
| 2003 | Couldn’t Have Said It Better              | DE8 (9 Wo.)DE | AT58 (4 Wo.)AT | CH44 (10 Wo.)CH | UK4 Gold · (14 Wo.)UK | US85 (4 Wo.)US | Erstveröffentlichung: 23. September 2003 Verkäufe: + 300.000   |
| 2006 | Bat Out of Hell III: The Monster Is Loose | DE2 Gold · (18 Wo.)DE | AT5 (7 Wo.)AT | CH3 Gold · (13 Wo.)CH | UK3 Platin · (12 Wo.)UK | US8 Gold · (11 Wo.)US | Erstveröffentlichung: 20. Oktober 2006 Verkäufe: + 4.000.000   |
| 2010 | Hang Cool Teddy Bear                      | DE4 (7 Wo.)DE | AT11 (4 Wo.)AT | CH4 (7 Wo.)CH | UK4 Gold · (7 Wo.)UK | US27 (3 Wo.)US | Erstveröffentlichung: 19. April 2010 Verkäufe: + 100.000       |
| 2011 | Hell in a Handbasket                      | DE29 (3 Wo.)DE | — | CH49 (1 Wo.)CH | UK5 (4 Wo.)UK | US100 (1 Wo.)US | Erstveröffentlichung: 30. September 2011                       |
| 2016 | Braver Than We Are                        | DE7 (3 Wo.)DE | AT27 (2 Wo.)AT | CH19 (2 Wo.)CH | UK4 (5 Wo.)UK | US31 (1 Wo.)US | Erstveröffentlichung: 9. September 2016                        |

grau schraffiert: keine Chartdaten aus diesem Jahr verfügbar

## Schauspielerei
Als Schauspieler trat Meat Loaf bereits vor der Veröffentlichung von Bat Out of Hell 1975 in dem Musical-Film The Rocky Horror Picture Show als Eddie auf. Danach wirkte er in zahlreichen Filmen wie Roadie, Fight Club, Wayne’s World, The Mighty – Gemeinsam sind sie stark, The 51st State, Spice World und Fernsehserien mit. In der Krimiserie Nash Bridges hatte er in Episode 30 einen Auftritt in der Rolle des Kleinkriminellen Charlie Pep. „Ich habe mich immer mehr als Schauspieler denn als Musiker gesehen“, erklärte er in einer VH1-Reportage über sein Schaffen.
2006 spielte er in dem Film Kings of Rock – Tenacious D (von und mit der gleichnamigen Band) den Vater von Jables (Jack Black). 2009 hatte er Gastrollen in den Fernsehserien Dr. House und Monk, 2010 in der Folge The Rocky Horror Glee Show der zweiten Glee-Staffel. Ab 2018 spielte er in der Netflix-Serie Ghost Wars mit.

## Filmografie, Musikvideos (Auswahl)
- 1962: Texas-Show (State Fair)
- 1975: The Rocky Horror Picture Show
- 1979: 1998 – Die Vier-Milliarden-Dollar-Show (Americathon 1998), als Autokiller
- 1979: Scavenger Hunt
- 1980: Roadie
- 1982: Dead Ringer
- 1984: Meat Loaf: Hits Out of Hell (VHS; DVD 1990)
- 1984: Meat Loaf live! (Musikvideo)
- 1985: Der Equalizer (The Equalizer, Fernsehserie, Episode 1x10)
- 1985: Der Formel Eins Film
- 1986: Cartrouble (Soundtrack)
- 1986: Out of Bounds
- 1987: Stand By Me: AIDS Day Benefit Concert (Musikvideo)
- 1987: The Squeeze
- 1991: Motorama
- 1992: Geschichten aus der Gruft (Tales from the Crypt, Fernsehserie, Episode 4x06)
- 1992: Der Schein-Heilige (Leap of Faith)
- 1992: The Gun in Betty Lou’s Handbag
- 1992: Wayne’s World
- 1993: To Catch a Yeti
- 1997: Nash Bridges (Fernsehserie, Episode 2x22)
- 1997: Spiceworld – Der Film (Spice World)
- 1998: Black Dog
- 1998: Everything that Rises
- 1998: Gunshy
- 1998: Outside Ozona
- 1998: The Mighty – Gemeinsam sind sie stark (The Mighty)
- 1999: A Tekerolantos Naploja
- 1999: Verrückt in Alabama (Crazy in Alabama)
- 1999: Meat Loaf: Bat Out of Hell (Musikvideo)
- 1999: Storytellers
- 1999: Fight Club
- 2000: Road Trip in die Hölle (Blacktop: Murder on the Move)
- 2000: Outer Limits – Die unbekannte Dimension (The Outer Limits, Fernsehserie, Episode 6x17)
- 2001: A Galaxy far Away
- 2001: Face to Face
- 2001: Focus
- 2001: Rustin
- 2001: The 51st State
- 2001: Trapped
- 2002: The Salton Sea
- 2002: Wishcraft
- 2004: A Hole in One
- 2004: Extrem Dating
- 2004: Bat Out of Hell Live with the Melbourne Symphony Orchestra
- 2005: Chasing Ghosts – Blutige Spuren (Chasing Ghosts)
- 2005: BloodRayne
- 2006: Kings of Rock – Tenacious D (Tenacious D in The Pick of Destiny)
- 2006: Masters of Horror (Fernsehserie, Episode 2x06)
- 2007: 3 Bats Live
- 2009: Dr. House (House M.D., Fernsehserie, Episode 5x20)
- 2009: Monk (Fernsehserie, Episode 8x07)
- 2010: Beautiful Boy
- 2011: Glee (Fernsehserie, Episode 2x05)
- 2012: Fairly Legal (Fernsehserie, Episode 2x09)
- 2011: Guilty Pleasure Tour
- 2013: All American Christmas Carol
- 2017: Elementary (Fernsehserie, Episode 5x17)
- 2017–2018: Ghost Wars (Fernsehserie, 7 Episoden)

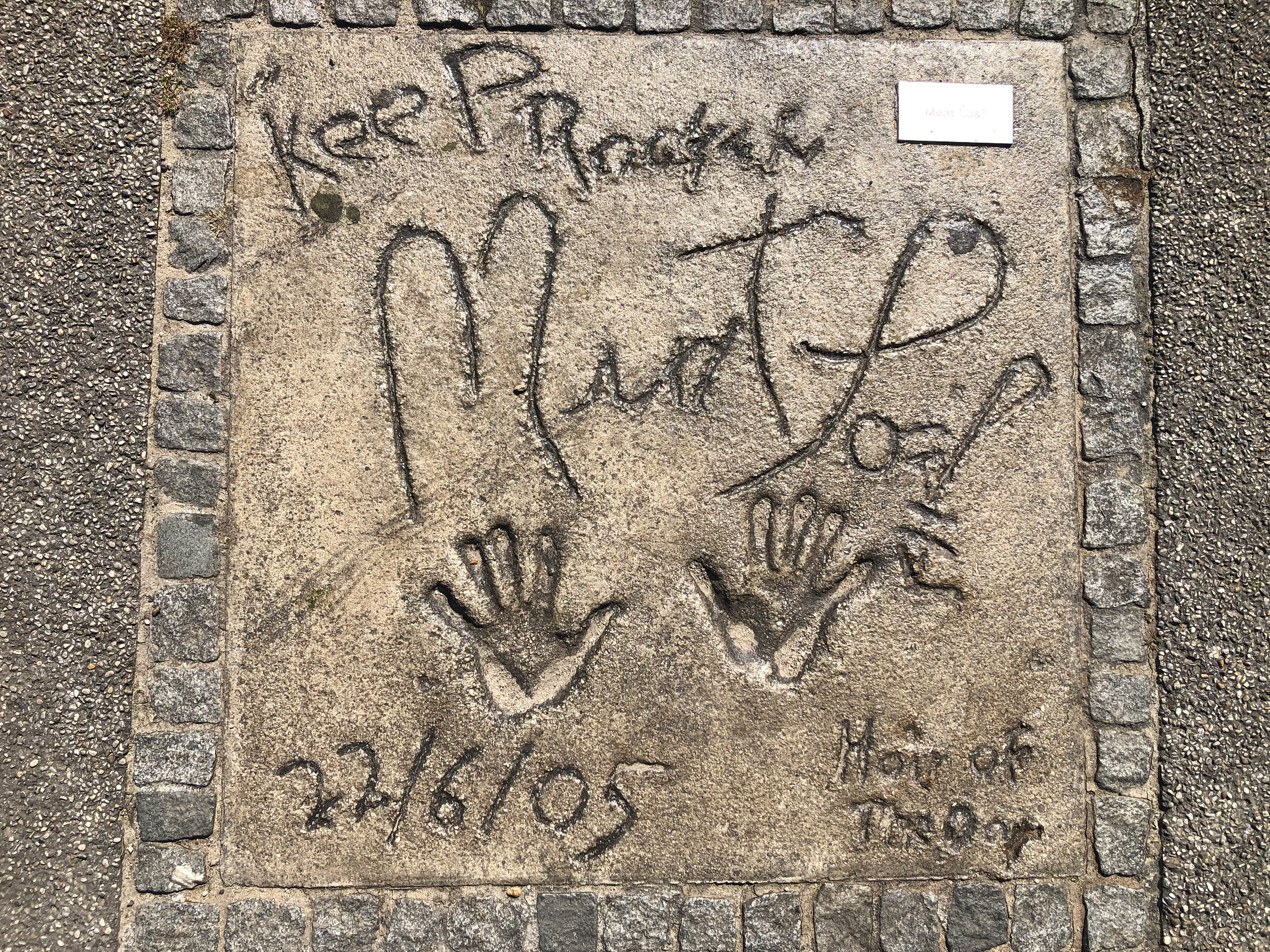
Meat Loaf, MOWOS

## Filmbiografie
- Meat Loaf: To Hell and Back. 87 Min., William Earl Brown als Meat Loaf. Regie: Jim McBride. USA 2000.[26][27]

## Positionen
In Interviews verglich Meat Loaf den Rock mit Klassikern wie Mozart oder Beethoven und sah seine Songs als „Mini-Theaterstücke“, die es bei jeder Aufführung neu zu inszenieren gelte:

„Wenn ich auf der Leinwand in einer Rolle zu sehen bin, möchte ich, dass man sich selbst darin erkennt. Und genauso sollte man sich in ein Lied hineinfühlen können.“

Er nannte in diesem Zusammenhang William Shakespeare:

„Für mich ist es nicht einfach so, dass ich ein altes Lied wieder einmal vorführe – das hat mit meiner Schauspielerei zu tun. Der Augenblick zählt. Die Leute fragen mich: ‚Wie kriegst Du das jeden Abend hin?‘ Aber – hey: Wie spielt man jeden Abend ‚Richard den Dritten‘?“

Das beste Beispiel eines solchen Rock-Schauspiels ist hierbei wohl Paradise by the Dashboard Light, der sechste Titel aus Bat Out of Hell, in dem ein junger Mann seine Freundin (gespielt 1977 von Ellen Foley, später von Patti Russo) zum Beischlaf mit ihm bringen will, ihr aber erst auf ihr beharrliches Einfordern hin ewige Treue schwören muss.
Auch Dead Ringer for Love (Titellied des Albums Dead Ringer) ist ein solcher „Rock-Sketch“: Ein junger Mann auf Sauftour sieht in einer Bar eine Frau, auf die er scharf ist und baggert sie zu einem One-Night-Stand an. Nach diversen Abwehrreaktionen ihrerseits (zumal sie bereits einen festen Freund hat) entschließt sie sich dann doch, auf die Avancen einzugehen. Passenderweise konnte Meat Loaf als Partnerin Cher gewinnen, die ebenfalls Sängerin und Schauspielerin ist (beispielsweise in Die Hexen von Eastwick), und auch der Videoclip wurde szenisch konzipiert, wie überhaupt das Album Dead Ringer im Ganzen als spielfilmlanges (trashiges) Promovideo umgesetzt wurde.
Entsprechend schrieb er seine Lieder in den seltensten Fällen selbst (was er, wie er selbst zugab, auch gar nicht vermochte), sondern fand sich – wie ein Schauspieler in das Stück oder Drehbuch – jedes Mal von neuem in die Lieder ein:

„Ich bin nicht Sänger – ich bin Schauspieler: Ich muss in einem Augenblick aufleben, einen Augenblick erschaffen. Ich muss eine Seele erschaffen, ein Universum für dieses Lied – all diese Dinge muss ich erschaffen. Indem ich das vollbringe, tauche ich hinab in die Figuren und suche nach den Existenzen, von denen ich erzähle.“